# Acidente do Dornier 228 em Chikangawa em 2024
Em 10 de junho de 2024, uma aeronave Dornier 228 da Força de Defesa do Malawi transportando o Vice-Presidente do Malawi, Saulos Chilima e outros oito ocupantes caiu na Reserva Florestal de Chikangawa, no Distrito de Mzimba, matando todos a bordo.

## Antecedentes
A aeronave envolvida era um Dornier 228 que pertencia à Ala Aérea do Exército do Malawi da Força de Defesa do Malawi. Ela havia sido usada anteriormente para transportar o Presidente Lazarus Chakwera várias vezes e havia realizado seu voo anterior horas antes do acidente.
Em 10 de junho de 2024, a aeronave, transportando o Vice-Presidente Saulos Chilima, a ex-Primeira Dama Patricia Shanil Muluzi, e outros sete ocupantes, incluindo membros da equipe e do detalhe de segurança de Chilima e três tripulantes militares, deixou o Aeroporto Internacional de Kamuzu na capital Lilongué às 9h17 CAT e estava programada para chegar ao Aeroporto de Mzuzu na Região Norte, a cerca de 370 quilômetros (230 mi) de distância, às 10h02. Os passageiros estavam a caminho de participar do funeral do ex-ministro do governo Ralph Kasambara e retornariam a Lilongué posteriormente.

## Acidente
De acordo com uma declaração feita pelo Gabinete do Presidente, a aeronave desapareceu do radar pouco depois de decolar de Lilongué, com as autoridades de aviação incapazes de contatar a aeronave. O desaparecimento desencadeou uma operação de busca e resgate para localizar a aeronave.
Más condições meteorológicas prevaleceram ao longo da rota de voo prevista, e testemunhas relataram um acidente de aeronave na área da Reserva Florestal de Chikangawa. Fontes locais de notícias afirmaram que o telefone de Chilima foi detectado pela última vez por volta das 10h30. As autoridades disseram que a aeronave havia retornado de Mzuzu devido à baixa visibilidade.
Os destroços da aeronave foram encontrados por soldados da Força de Defesa do Malawi na Floresta de Chikangawa em 11 de junho. Nenhum sobrevivente foi encontrado. As autoridades descreveram a aeronave como "completamente destruída", com seus ocupantes acreditados terem sido mortos no impacto.

## Esforços de recuperação
O Presidente Lazarus Chakwera cancelou uma visita às Bahamas após ser informado sobre o desaparecimento pelo chefe da Força de Defesa do Malawi, General Paul Valentino Phiri, e ordenou uma operação de busca e resgate. Ele também pediu orações pelos desaparecidos e suas famílias. Os Estados Unidos, o Reino Unido, a Noruega e Israel ofereceram assistência e forneceram "tecnologias especializadas", com a embaixada dos EUA oferecendo o uso de uma aeronave C-12 do Departamento de Defesa dos Estados Unidos. O governo do Malawi também pediu assistência aos países vizinhos Zâmbia e Tanzânia.

## Consequências
Os restos mortais das vítimas foram transportados para Lilongué a bordo de um helicóptero da Força Aérea da Zâmbia em 11 de junho. O presidente Chakwera, posteriormente, declarou 21 dias de luto nacional a partir de 11 de junho e anunciou que Chilima teria um funeral de estado.
Um serviço foi realizado para Chilima no Estádio Nacional Bingu em Lilongué, em 16 de junho, com a presença de pelo menos 41 000 pessoas. Chakwera e outros oficiais do governo foram vaiados por alguns enlutados, forçando os padres católicos que oficiavam a cerimônia a intervir e restabelecer a ordem. Confrontos eclodiram entre a polícia e os enlutados enquanto os restos mortais de Chilima eram transportados para Ntcheu na noite de 16 de junho, e um veículo em seu comboio atropelou vários pedestres ao passar por Dedza, matando quatro pessoas e ferindo outras 12. Chilima foi enterrado em 17 de junho em sua aldeia natal de Nsipe, em uma cerimônia que também contou com a presença de Chakwera e seus três predecessores vivos como presidentes, Bakili Muluzi, Joyce Banda e Peter Mutharika.

## Investigação
Chakwera pediu uma investigação independente sobre o acidente, afirmando que a Força de Defesa do Malawi não pode conduzir uma investigação "que possa ser credível por si só".

## Reações
O Presidente Chakwera disse estar "profundamente triste e arrependido" com o desastre e elogiou Chilima, descrevendo-o como um "formidável VP". O presidente da FIFA, Gianni Infantino, que estava no Malawi para uma visita agendada e deveria se encontrar com Chilima, expressou suas condolências à viúva, Mary Nkhamanyachi Chilima.
O partido político de Chilima, o United Transformation Movement, acusou as autoridades de uma resposta lenta ao desastre e disse que a aeronave não tinha um transponder.